# Nossa Senhora Aparecida
Nossa Senhora Aparecida là một đô thị thuộc bang Sergipe, Brasil. Đô thị này có diện tích 347,1 km², dân số năm 2007 là 8517 người, mật độ 24,54 người/km².